# Boska miłość
Boska miłość (port. Divino Amor) – brazylijski dramat filmowy z 2019 roku w reżyserii Gabriela Mascaro.

## Fabuła
Brazylia, rok 2027. Zamężna Joana (Dira Paes) jest gorliwą wyznawczynią wspólnoty religijnej. Podczas pracy w urzędzie, próbuje odwieść pary od rozwodu, namawiając je do przyłączenia się do spotkań grupy wiernych. Pary podczas spotkań wspólnoty czytają m.in. Biblię i wymieniają się partnerami seksualnymi. Joana wraz z mężem Danilo (Júlio Machado) stara się o dziecko, jednak gdy ostatecznie zachodzi w ciążę, sprawy jeszcze bardziej się komplikują.

## Obsada
- Dira Paes jako Joana
- Júlio Machado jako Danilo
- Emílio De Mello jako pastor

i inni

## Nagrody i nominacje
| Rok  | Nagroda                                 | Tytułem                      | Rezultat  | Źródło |
| ---- | --------------------------------------- | ---------------------------- | --------- | ------ |
| 2019 | Guadalajara International Film Festival | Najlepszy film fabularny     | Wygrana   | [ 1 ]  |
| 2019 | Sundance Film Festival                  | Najlepszy dramat zagraniczny | Nominacja | [ 2 ]  |